# Sokilnîkî, Terebovlea
Sokilnîkî (în ucraineană Сокільники) este un sat în comuna Sokoliv din raionul Terebovlea, regiunea Ternopil, Ucraina.

## Demografie
Componența lingvistică a localității Sokilnîkî
     Ucraineană (99,63%)
     Alte limbi (0,37%)
Conform recensământului din 2001, majoritatea populației localității Sokilnîkî era vorbitoare de ucraineană (99,63%), existând în minoritate și vorbitori de alte limbi.